# Shaun Sutter
Shaun Sutter (* 2. Juni 1980 in Red Deer, Alberta) ist ein ehemaliger kanadischer Eishockeyspieler und derzeitiger -trainer, der während seiner aktiven Karriere unter anderem für die Saint John Flames und Lowell Lock Monsters in der American Hockey League, die Lausitzer Füchse in der 2. Eishockey-Bundesliga sowie für den HC Alleghe in der Serie A1 gespielt hat. Sein Vater Brian war ebenso professioneller Eishockeyspieler wie zahlreiche weitere Mitglieder seiner Familie.

## Karriere
Shaun Sutter begann seine Karriere als Eishockeyspieler in der Western Hockey League, in der er von 1997 bis 2001 für die Lethbridge Hurricanes, Medicine Hat Tigers und Calgary Hitmen aktiv war. In dieser Zeit wurde er im NHL Entry Draft 1998 in der vierten Runde als insgesamt 102. Spieler von den Calgary Flames ausgewählt, für die er allerdings nie spielte. Stattdessen stand der Angreifer von 2001 bis 2003 für deren Farmteams, die Saint John Flames aus der American Hockey League sowie die Johnstown Chiefs aus der East Coast Hockey League auf dem Eis. Es folgten zwei Spielzeiten in der ECHL bei den Florence Pride und Fresno Falcons, wobei er in der Saison 2004/05 zudem in zwei Spielen für die Lowell Lock Monsters in der AHL auflief.
Von 2005 bis 2008 spielte Sutter in der britischen Elite Ice Hockey League für die Nottingham Panthers, Sheffield Steelers und Belfast Giants. Zudem beendete er die Saison 2005/06 in der schwedischen HockeyAllsvenskan bei Nyköpings Hockey. Die Saison 2008/09 begann der Kanadier bei den Lausitzer Füchsen in der 2. Bundesliga, die Spielzeit beendete er beim HC Alleghe in der italienischen Serie A1. Nach Abschluss der Saison 2009/10 beendete Sutter seine Spielerkarriere und wurde Assistenztrainer bei den Regina Pats aus der Western Hockey League.